# M1 Music Awards 2016
M1 Music Awards. Інь Янь — музична премія M1 Music Awards за 2016 рік.
В кожній категорії вказані лауреат премії (жирним шрифтом) та номінанти.

## Головні премії

### Найкраща співачка
- Тіна Кароль
- Ольга Полякова
- LOBODA

### Найкращий співак
- Макс Барських
- Іван Дорн
- MONATIK

### Найкращий гурт
- Потап і Настя
- DZIDZIO
- Время и Стекло

### Альтернатива
- The Hardkiss
- Бумбокс
- Грибы

### Хіт року
- Потап і Настя Умамы
- Бумбокс Люди
- LOBODA К чёрту любовь

### Найкращий відеокліп
- Тіна Кароль Твої Гріхи
- Макс Барських Последний летний день
- LOBODA К чёрту любовь

### Проект року
- Агонь
- Quest Pistols Show / Open Kids
- MOZGI

### Прорив року
- Alekseev
- OLEYNIK
- Selfy

### Золотий Грамофон
- Тіна Кароль Сдаться ты всегда успеешь
- LOBODA К чёрту любовь
- Потап і Настя Умамы

### Спільний проект М1 і KissFM «Dance Parade»
- A.Shine It's Not Over
- Грибы Копы
- MONATIK Кружит

### За внесок у розвиток національної індустрії
- Руслана

## Професійні відзнаки
24 листопада відбулася передвечірка M1 Music Awards 2016, на якій були відзначені найкращі професіонали в галузі шоу-бізнесу:
- Кліпмейкер: Леонід Колосовський — Время и Стекло «Навернопотомучто»
- Продюсер: Ігор Тарнопольський — Джамала
- Оператор-постановник: Володимир Шкляревський — Макс Барських «Последний летний день»
- Постпродакшн: GloriaFX — Тіна Кароль «Твої гріхи»
- Саунд-продюсер: Євген Філатов — Jamala «1944»
- Хореографія: Денис Стульніков — Open Kids ft. Quest Pistols Show «Круче всех»
- Монтаж: Дмитро Місюра — THE HARDKISS «Rain»
- Менеджмент артиста: Mozgi Entertaiment
- Стиліст: Соня Солтес — Время и Стекло «Навернопотомучто»
- Промокампанія туру: Потап і Настя — «Золотые киты»